# Demarest
Demarest és una població dels Estats Units a l'estat de Nova Jersey. Segons el cens del 2007 tenia 5.122 habitants.

## Demografia
Segons el cens del 2000, Demarest tenia 4.845 habitants, 1.601 habitatges, i 1.386 famílies. La densitat de població era de 903,7 habitants/km².
Dels 1.601 habitatges en un 45,5% hi vivien nens de menys de 18 anys, en un 76,2% hi vivien parelles casades, en un 8% dones solteres, i en un 13,4% no eren unitats familiars. En l'11,6% dels habitatges hi vivien persones soles el 7,2% de les quals corresponia a persones de 65 anys o més que vivien soles. El nombre mitjà de persones vivint en cada habitatge era de 3,02 i el nombre mitjà de persones que vivien en cada família era de 3,27.
Per edats la població es repartia de la següent manera: un 28,9% tenia menys de 18 anys, un 4,7% entre 18 i 24, un 25,1% entre 25 i 44, un 26,9% de 45 a 60 i un 14,4% 65 anys o més.
L'edat mediana era de 41 anys. Per cada 100 dones de 18 o més anys hi havia 90,9 homes.
La renda mediana per habitatge era de 103.286 $ i la renda mediana per família de 113.144 $. Els homes tenien una renda mediana de 82.597 $ mentre que les dones 43.750 $. La renda per capita de la població era de 51.939 $. Aproximadament el 0,9% de les famílies i l'1,6% de la població estaven per davall del llindar de pobresa.

## Poblacions més properes
El següent diagrama mostra les poblacions més properes.